# E50
La ruta europea E50 és una carretera que forma part de la Xarxa de carreteres europees. Comença a Brest (França) i finalitza a Makhatxkalà (Rússia) passant per París i Praga. Té una longitud de 4910 km. Té una orientació d'est a oest i passa per França, Alemanya, República Txeca, Eslovàquia, Ucraïna i Rússia.

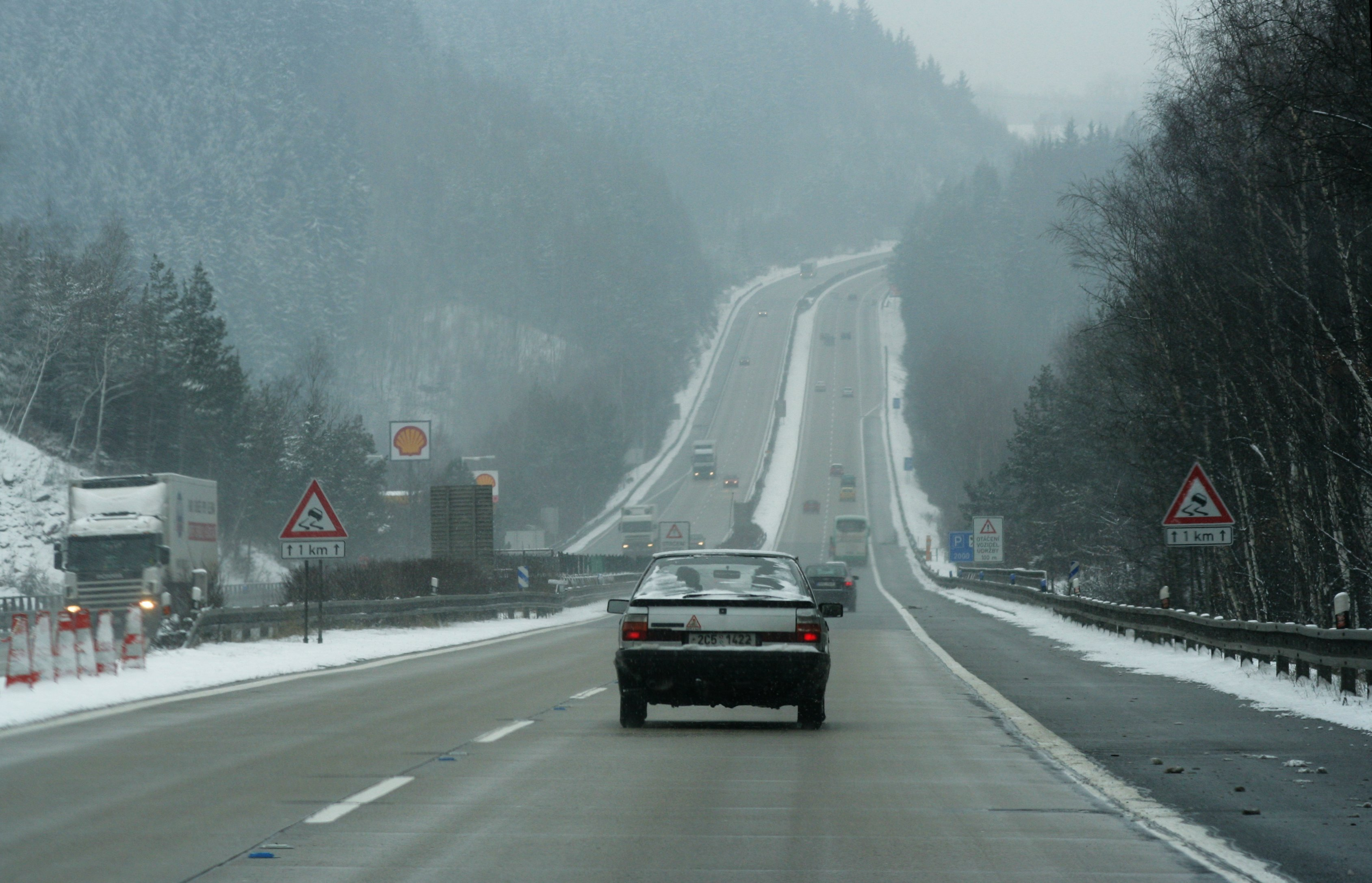
Ruta europea E50 per la regió de Vysočina (República Txeca).